# Garry Disher
Garry Disher (* 15. August 1949 in Burra, South Australia) ist ein australischer Schriftsteller.

## Leben
Disher wuchs auf einer Farm auf. Er studierte an den Universitäten Adelaide, La Trobe und Monash. Anschließend unternahm er Anfang der 70er Jahre ausgedehnte Reisen durch Europa, Israel und Afrika. Er war 1978/79 Australian Creative Writing Fellow an der Stanford University im US-Bundesstaat Kalifornien.
Garry Disher schreibt neben Prosa- und Kriminalromanen auch Kinder-, Jugend- und Sachbücher, etwa über australische Geschichte. Sein erster Roman erschien 1987. In Deutschland wurde er vor allem durch seine Kriminalromane bekannt, besonders durch die Reihen um den Berufskriminellen Wyatt und die um Inspector Challis.
Disher lebt mit seiner Familie auf der Mornington-Halbinsel im australischen Bundesstaat Victoria.

## Werke

### Romane

#### Wyatt-Reihe
- 1991 Kickback (Wyatt-Roman 1)
  - Gier, dt. von Gabriele Bärtels, Maas, Berlin 1999, ISBN 3-929010-49-6
- 1992 Paydirt (Wyatt-Roman 2)
  - Dreck, dt. von Bettina Seifried, Maas, Berlin 2000, ISBN 3-929010-72-0
- 1993 Deathdeal (Wyatt-Roman 3)
  - Hinterhalt, dt. von Bettina Seifried, Pulp 12, Pulp Master, Berlin 2002, ISBN 3-929010-73-9
- 1994 Crosskill (Wyatt-Roman 4)
  - Willkür, dt. von Bettina Seifried, Pulp 15, Pulp Master Berlin 2004, ISBN 3-929010-54-2
- 1995 Port Vila Blues (Wyatt-Roman 5)
  - Port Vila Blues, dt. von Ango Laina und Angelika Müller, Pulp 18, Pulp Master, Berlin 2006, ISBN 3-927734-34-9
  - auch: Vergeltung, gleiche Übersetzung, Knaur, München 2007, ISBN 3-426-62304-8
- 1997 The Fallout (Wyatt-Roman 6)
  - Niederschlag, dt. von Ango Laina und Angelika Müller, Pulp 23, Pulp Master, Berlin 2008 ISBN 978-3-927734-37-1
- 2010 Wyatt (Wyatt-Roman 7)
  - Dirty Old Town, dt. von Ango Laina und Angelika Müller, Pulp 33, Pulp Master, Berlin 2013, ISBN 978-3-927734-46-3
- 2015 Heat (Wyatt-Roman 8)
  - Hitze, dt. von Ango Laina und Angelika Müller, Pulp 46, Pulp Master, Berlin 2019, ISBN 978-3-927734-95-1
- 2018 Kill Shot (Wyatt-Roman 9)
  - Moder, dt. von Ango Laina und Angelika Müller, Pulp 53, Pulp Master, Berlin 2021, ISBN 978-3-946582-06-9

#### Inspector-Challis-Reihe
- 1999 The Dragonman
  - Drachenmann, dt. von Peter Friedrich, Union, Zürich 2001, ISBN 3-293-00292-7
- 2003 Kittyhawk Down
  - Flugrausch, dt. von Peter Torberg, Union, Zürich 2005, ISBN 3-293-00352-4
- 2005 Snapshot
  - Schnappschuss, dt. von Peter Torberg, Union, Zürich 2006, ISBN 3-293-00363-X
- 2007 Chain of Evidence
  - Beweiskette, dt. von Peter Torberg, Union, Zürich 2009, ISBN 3-293-00401-6
- 2009 Blood Moon
  - Rostmond, dt. von Peter Torberg, Union, Zürich 2010, ISBN 978-3-293-00420-7
- 2013 Whispering Death
  - Leiser Tod, dt. von Peter Torberg, Union, Zürich 2018, ISBN 978-3-293-00528-0.
- 2016 Signal Loss
  - Funkloch, dt. von Peter Torberg, Union, Zürich 2023, ISBN 978-3-293-00605-8.

#### Constable-Hirschhausen-Reihe
- 2013 Bitter Wash Road
  - Bitter Wash Road, dt. von Peter Torberg, Union, Zürich 2016, ISBN 978-3-293-00500-6
- 2019 Peace
  - Hope Hill Drive, dt. von Peter Torberg, Union, Zürich 2020, ISBN 978-3-293-00563-1
- 2020 Consolation
  - Barrier Highway, dt. von Peter Torberg, Union, Zürich 2021, ISBN 978-3-293-00572-3
- 2023 Day's End
  - Desolation Hill, dt. von Peter Torberg, Union, Zürich 2025, ISBN 978-3-293-31176-3

#### Sonstige
- 1987 Steal Away
- 1987 The Stencil Man
- 1996 The Sunken Road
- 2000 From Your Friend, Louis Deane
- 2001 Past the Headlands
  - Hinter den Inseln, dt. von Peter Torberg, Union, Zürich 2003, ISBN 3-293-00319-2
- 2001 Moondyne Kate
- 2002 Maddie Finn
- 2017 Under the Cold Bright Lights
  - Kaltes Licht, dt. von Peter Torberg, Union, Zürich 2019, ISBN 978-3-293-00550-1
- 2021 The Way it is Now
  - Stunde der Flut, Kriminalroman, dt. von Peter Torberg, Union, Zürich 2024, ISBN 978-3-293-71005-4
- 2024 Sanctuary

### Kinder- und Jugendbücher
- 1992 The Bamboo Flute
- 1993 Ratface
- 1994 Switch Cat
- 1995 Restless - Stories of Flight and Fear
- 1995 Ermyntrude Takes Charge
- 1995 Blame the Wind
- 1996 Walk Twenty, Run Twenty
- 1997 (zusammen mit Shaun Tan) The Half Dead
- 1997 The Apostle Bird
- 1999 The Divine Wind
- 2003 Eva’s Angel
- 2004 Two-Way Cut

### Sachbücher
- 1981 Wretches and Rebels: The Australian Bushrangers
- 1983 Writing Fiction: An Introduction to the Craft
- 1984 Bushrangers
- 1985 Total War: The Home Front, 1939-1945
- 1987 Australia Then & Now
- 1989 Writing Professionally: The Freelancer’s Guide to Marketing Prose and Scripts

## Auszeichnungen
- 1993: Children’s Book Council Book of the Year for Younger Readers für The Bamboo Flute
- 1996: Nominierung für den National Book Council Award For Fiction für The Sunken Road
- 1998: Nominierung für den National Festival Award for Literature – Fiction für The Sunken Road
- 1999: Ethel Turner Prize for Young People's Literature für The Divine Wind
- 2000: Deutscher Krimi Preis für Gier
- 2002: Deutscher Krimi Preis für Drachenmann
- 2007: Ned Kelly Award für Chain of Evidence
- 2010: Ned Kelly Award für Wyatt
- 2016: KrimiZEIT-Bestenliste (Bester Krimi des Jahres) für Bitter Wash Road
- 2017: Deutscher Krimi Preis (3. Platz) für Bitter Wash Road
- 2018: Ned Kelly Lifetime Achievement Award[2]
- 2020: Deutscher Krimipreis (2. Platz) für Hope Hill Drive
- 2021: Deutscher Krimipreis (3. Platz) für Moder